# Rubber (Gilby Clarke)
Rubber è un album rock di Gilby Clarke del 1998.

## Tracce
1. Kilroy Was Here – 2:55
2. The Haunting – 2:57
3. Something's Wrong with You – 3:38
4. Sorry I Can't Write a Song About You – 3:38
5. Mercedes Benz – 3:41
6. The Hell's Angels – 2:41
7. Saturday Disaster – 2:59
8. Trash – 2:48
9. Technicolour Stars – 3:17
10. Superstar – 1:48
11. Bourbon Street Blues – 2:33
12. Frankie's Planet – 3:04

## Formazione
- Gilby Clarke – voce, chitarra, basso
- Ryan Roxie – chitarra
- Bobby Schneck – chitarra
- Michael Brooks – chitarra, voce
- Chris Derry – chitarra, voce
- James Lomenzo – basso
- Will Effertz – basso, cori
- Phil Soussan – basso
- Carson Sumner – basso
- Johnny Griparic – basso
- Teddy Andreadis – organo Hammond, piano, accordion
- Brian Tichy – batteria, voce
- Mike Fasano – batteria
- Eric Singer – batteria, cori
- Ulysses S. Davidson - batteria
- Winston Watson III – batteria
- Luc Benson – batteria
- Jack Riley – cori
- Brian Smith – cori, tamburino